# Jay Sommers
Pour les articles homonymes, voir Sommers.
Jay Sommers est un scénariste et producteur américain né le 3 janvier 1917 dans l'État de New York (États-Unis), mort le 25 septembre 1985 à Los Angeles (Californie).

## Filmographie

### comme scénariste
- 1961 : All Hands on Deck
- 1962 : Ernestine (TV)
- 1969 : Pioneer Spirit (TV)
- 1973 : Daddy's Girl (TV)
- 1995 : Gordy

### comme producteur
- 1969 : Pioneer Spirit (TV)
- 1969 : Doc (TV)